# Тајсон Чандлер
Тајсон Клеотис Чандлер (енгл. Tyson Cleotis Chandler; Ханфорд, Калифорнија, 2. октобар 1982) бивши је амерички кошаркаш. Игра на позицији центра, а тренутно наступа за Хјустон рокетсе.

## Успеси

### Клупски
- Далас маверикси:
  - НБА (1): 2010/11.

### Репрезентативни
- Олимпијске игре: 
  -  2012.
- Светско првенство: 
  -  2010.
- Америчко првенство: 
  -  2007.

### Појединачни
- НБА ол-стар меч (1): 2013.
- Идеални тим НБА — трећа постава (1): 2011/12.
- Одбрамбени играч године НБА (1): 2011/12.
- Идеални одбрамбени тим НБА — прва постава (1): 2012/13.
- Идеални одбрамбени тим НБА — друга постава (2): 2010/11, 2011/12.